# Kings Park (Nueva York)
Kings Park es un lugar designado por el censo (o aldea) ubicado en el condado de Suffolk en el estado estadounidense de Nueva York. En el año 2000 tenía una población de 16,146 habitantes y una densidad poblacional de 1,058.1 personas por km².

## Geografía
Kings Park se encuentra ubicado en las coordenadas 41°4′41″N 72°14′33″O / 41.07806, -72.24250. Según la Oficina del Censo, la ciudad tiene un área total de 16,3 km² (6,3 mi²), de la cual 15,3 km² (5,9 mi²) es tierra y 1 km² (0,4 mi²) (4.97%) es agua.

## Demografía
Según la Oficina del Censo en 2006 los ingresos medios por hogar en la localidad eran de $80,080, y los ingresos medios por familia eran $95,600. Los hombres tenían unos ingresos medios de $79,600 frente a los $48,346 para las mujeres. La renta per cápita de la localidad era de $23,923. Alrededor del 0.7% de la población estaban por debajo del umbral de pobreza.